# Штейнвих, Ламберт
Ламберт Штейнвих (нем. Lambert Steinwich, лат. Lambertus Lithocomus ; 19 мая 1571, Дюссельдорф – 13 августа 1629, Штральзунд) – немецкий юрист, дипломат, политик, бургомистр г. Штральзунд  (1616–1629).

## Биография
Сын преподавателя. Образование получил в Кёльне. С 1601 года служил адвокатом в Штральзунде. В 1606 году стал первым синдиком ганзейского города.
После конфликта с герцогом Филиппом Юлием Померанским, которого он обвинил в нарушениях перед имперским двором, был отстранен от должности и с тех пор работал адвокатом.

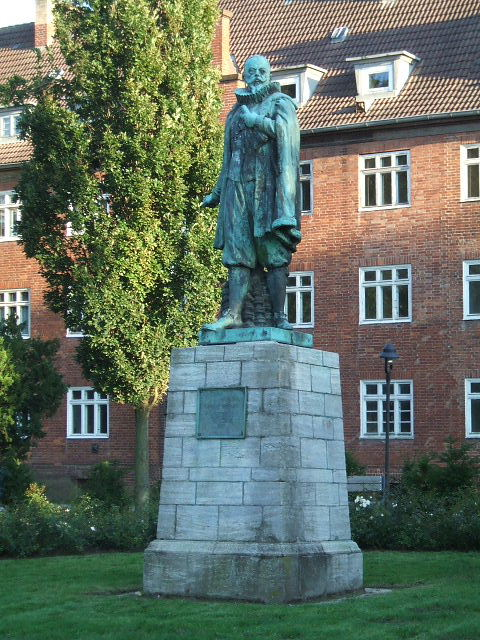
Памятник Ламберту Штейнвиху в Штральзунде

С 1616 года снова работал синдиком ганзейского города и в августе того же года стал бургомистром Штральзунда. Во время Тридцатилетней войны и осады Штральзунда в 1628 году вёл успешные переговоры с герцогом Альбрехтом фон Валленштейном. Одновременно тайно вёл переговоры с Данией и Швецией, с помощью которых можно было защитить Штральзунд. В 1628 году шведское правление города началось с подписания им Союзного договора.
Умер от чумы в 1629 году.

## Память
- В 1904 году благодарные потомки установили бронзовый памятник бургомистру в Штральзунде.